# Amesti
Amesti é uma Região censo-designada localizada no estado americano da Califórnia, no Condado de Santa Cruz.

## Demografia
Segundo o censo americano de 2000, a sua população era de 2436 habitantes.

## Geografia
De acordo com o United States Census Bureau tem uma área de 7,8 km², dos quais 7,6 km² cobertos por terra e 0,2 km² cobertos por água.

## Localidades na vizinhança
O diagrama seguinte representa as localidades num raio de 8 km ao redor de Amesti. 